# El Castillo, Michoacán de Ocampo
El Castillo är en ort i Mexiko.   Den ligger i kommunen Queréndaro och delstaten Michoacán de Ocampo, i den södra delen av landet, 190 km väster om huvudstaden Mexico City. El Castillo ligger 2 035 meter över havet och antalet invånare är 545.
Terrängen runt El Castillo är varierad. Runt El Castillo är det ganska tätbefolkat, med 56 invånare per kvadratkilometer. Närmaste större samhälle är Zinapécuaro, 9,2 km nordost om El Castillo. I omgivningarna runt El Castillo växer huvudsakligen savannskog.